# HDCAM

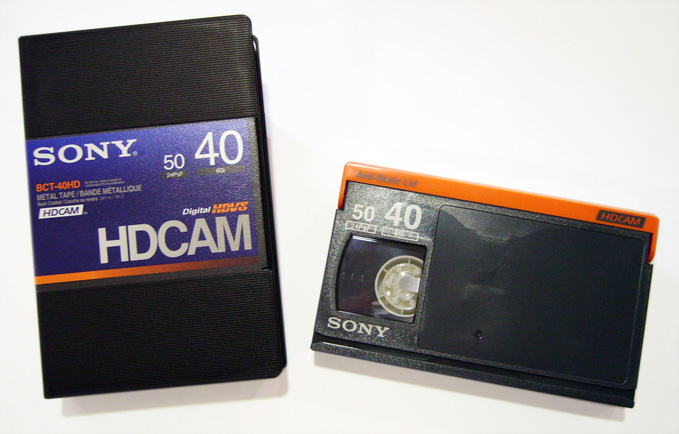
HDCAM錄影帶

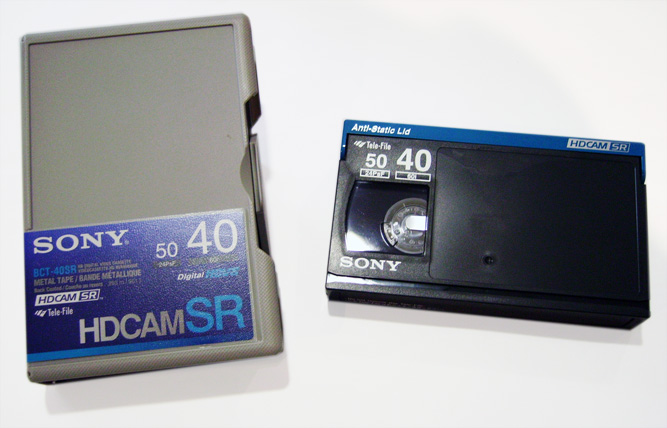
HDCAM SR錄影帶

HDCAM於1997年推出，是高畫質版本的Digital Betacam，使用8位元DCT 3:1:1抽樣壓縮，在1440×1080下降取樣1080i相容的解像度，及在後期型號加入24p及23.976 PsF模式。HDCAM編解碼器使用非正方形像素及在播放1440×1080錄影內容時上升取樣至1920×1080格式播放。錄影位元率為144 Mbit/s，音訊近乎一樣，以4聲道AES/EBU 20-bit/48 kHz數碼音訊收錄。
如Betacam一樣，HDCAM影帶有小型及大型兩款，外型如Betamax一樣。
HDCAM的主要競爭對手為Panasonic的DVCPRO HD格式，它使用相似的壓縮系統，位元率則視乎影格速率，由40至100 Mbit/s不等。
它亦用在Sony電影用的CineAlta系列產品。

## HDCAM SR
HDCAM SR（SR為Superior Resolution的縮寫）於2003年推出，及成為SMPTE 409M-2005標準。它使用更高粒子密度的錄影帶，可以以440 Mbit/s位元率，收錄10位元4:2:2或4:4:4 RGB格式的錄影內容，及數據傳輸率約600Mbit/s。增加了的位元率（高過HDCAM）容許HDCAM SR去收錄更多全頻HD-SDI訊號（1920×1080）。有些HDCAM SR錄影機更可用兩倍模式去收錄高達880 Mbit/s的錄像位元率，容許同時以更低壓縮率的單條4:4:4影像流或兩條4:2:2影像流被收錄。HDCAM SR使用MPEG-4 Part 2 Simple Studio Profile規格壓縮，及擴展音訊聲道至十二條，同樣以48 kHz/24-bit格式收錄。
HDCAM SR常用在高清電視製作。至2007年，很多黃金時間電視節目都用HDCAM SR作母帶格式。
有些HDCAM SR錄影機可播放舊的Betacam各種格式錄影帶，例如Sony SRW-5500 HDCAM SR錄影機，可播放及錄影HDCAM及HDCAM SR錄影帶，加上附加元件可播放及增線Digital Betacam錄影帶至高清格式。和Digital Betacam一樣，小型影帶長度至40分鐘，大型影帶則124分鐘，在24p模式時更可分別增加至50及155分鐘。
HDCAM錄影帶是黑身橙蓋，及HDCAM SR錄影帶是黑身青色蓋。
440 Mbit/s模式又知為SQ模式，880 Mbit/s模式則為HQ模式，如手提機有提供一樣，這些模式最近也有在錄影廠型號提供（例如型號SRW-5800）。2008年，型號SRW-5800都有HQ 4:4:4模式選擇。
Sony亦發表了HDCAM SR的高壓縮版本"SR Lite"。和440 Mbit/s及880 Mbit/s比較，SR Lite仍採用MPEG-4 Part 2 Simple Studio Profile規格壓縮，但位元率大幅減低至220 Mbit/s（60i速率，50i則為183 Mbit/s）。SR Lite限制用4:2:2採樣，但位元深度同樣是10位元。它亦允許以雙倍速錄製60p及50p內容（即分別是440 Mbit/s及366 Mbit/s）。